# Phytodrymadusa qazvinensis
Phytodrymadusa qazvinensis is een rechtvleugelig insect uit de familie sabelsprinkhanen (Tettigoniidae). De wetenschappelijke naam van deze soort is voor het eerst geldig gepubliceerd in 1921 door Lucien Chopard.